# ウマ娘 シンデレラグレイ
『ウマ娘 シンデレラグレイ』（ウマむすめ シンデレラグレイ、英語タイトル："Umamusume: Cinderella Cap"）は、Cygamesによるメディアミックスプロジェクト『ウマ娘 プリティーダービー』を原作とした、漫画：久住太陽、脚本：杉浦理史、企画構成：伊藤隼之介による日本の漫画作品。略称は「シングレ」。『週刊ヤングジャンプ』（集英社）にて、2020年28号から連載されている。
競走馬を擬人化した『ウマ娘』のスピンオフ作品で、カサマツトレセン学園出身のオグリキャップの物語を描く。

## ストーリー
序章 カサマツ篇（原作：第1R（1巻） - 第16R（2巻）：全16話、アニメ：第1話 - 第6話：全6話）
岐阜ウマ娘カサマツトレーニングセンター学園、通称・カサマツトレセン学園。ローカルシリーズ開催地のひとつであるカサマツレース場は閑散としており、設備も人員も日本ウマ娘トレーニングセンター学園（トレセン学園）やトゥインクル・シリーズ（通称・中央）とは雲泥の差。競走ウマ娘もただ惰性でレースをしており、カサマツからトゥインクル・シリーズへ向かうウマ娘は皆無だった。
同学園のトレーナー・北原穣は、いつかカサマツに自分と重ね合わせて「心の底から応援できるウマ娘が現れたら」と願っていた。そんな中彼は、学園に入学してきたオグリキャップの走りに魅了されて彼女をスカウトする。チームメイトとして彼女をサポートするベルノライトの加入、ライバルのフジマサマーチとの激戦を経て、オグリキャップは中京盃で優勝するが、それによって彼女にトゥインクル・シリーズ（中央）への移籍の話が持ち上がる。逡巡する北原とオグリキャップだが、『勝てば中央移籍、負ければ東海ダービー』という条件で出走したゴールドジュニアで北原の「走れ!!」の声で自分を取り戻したオグリキャップは優勝を果たし、彼からの激励でカサマツから中央への移籍を決意する。
第一章 中央編入篇（原作：第17R（3巻） - 第28R（4巻）：全12話、アニメ：第7話 - 第9話：全3話）
中央トレセン学園に転入したオグリキャップは、ベルノライトとともに北原の叔父でトレーナーの六平銀次郎のチームに入り、転入初戦のペガサスステークスで4連勝中のブラッキーエールを、さらに毎日杯でクラシック有力候補と言われるヤエノムテキを一蹴し、カサマツからの転入に疑問を持つ周囲に対して圧倒的な実力を示す。しかしクラシック登録をしていないオグリキャップは東京優駿（日本ダービー）に出走することができない。『オグリをダービーに出せ』『世代最強ウマ娘がダービーに出ないのはおかしい』という世論の声は、オグリキャップに完敗したヤエノムテキが皐月賞を制したことでさらに高まっていく。その声は学園の生徒会会長であるシンボリルドルフをも動かし、彼女はオグリキャップのダービー出走をURAに直訴。ニュージーランドトロフィー (G2) で優勝したオグリキャップは日本ダービーへの出走こそ叶わなかったが、彼女の走りやシンボリルドルフの熱意を受けたURAはクラシック登録規則の将来的な改定を約束する。
第二章 白い稲妻篇（原作：第29R（4巻） - 第76R（8巻）：全48話、アニメ：第10話 - ）
ダービー騒動も終わり、オグリキャップ一行は宝塚記念を観戦。そこで“最強”の白き稲妻・タマモクロスを知る。東海ダービー、日本ダービー共に夢が破れ目標を失ったオグリキャップだが、「日本一のウマ娘になれ」と電話越しのフジマサマーチから激励される。高松宮杯、毎日王冠と重賞連勝を続け、ついに初G1でありタマモクロスとの初勝負天皇賞・秋が始まる。珍しく先行でレースを進めるタマモクロスにオグリキャップが迫り、限界を感じたタマモクロスだったが家族や恩師への誓いを胸にし“領域”（ゾーン）へ入る。
第三章 永世三強篇（原作：第77R（9巻） - 第145R（16巻）：全69話）
有馬記念が終わった。タマモクロスとの激闘を制したオグリキャップは名実ともにトゥインクル・シリーズを代表するウマ娘となったが、それと引き換えに怪我を負ってしまい、当分レースには出られなくなる。同様にディクタストライカとスーパークリークも怪我のために休養に入っていた。そんな中、大井の最終兵器イナリワンや、故障からの復活を期する名門メジロ家の令嬢メジロアルダンなど、新たなライバルたちが打倒オグリキャップを掲げて牙を研いでいた。そして怪我から復活したオグリキャップは、今までの追う立場から今度は追われる立場として、彼女たちからの挑戦を受けることになる。
第四章 芦毛の怪物篇（原作：第146R（17巻） - 第191R：全45話）
有馬記念が終わり、悪夢にうなされるオグリキャップ。そんな彼女の前に、北原が再び現れる。
最終章（原作：第192R - ）
宝塚記念以降、調子の悪いオグリキャップ。それは誰の目から見ても明らかだった。

## 登場キャラクター
担当声優はボイスコミック、PV、テレビアニメでの配役。

### 主要登場キャラクター
オグリキャップ
声 - 高柳知葉
主人公。言葉少なめで、髪をポニーテールにしている。カサマツ編では制服を着ることなく常に薄汚れたジャージを羽織っていたが、中央編では制服を着用している。トレードマークのひし形の髪飾りは、彼女の母親（声 - 皆口裕子）がかつて現役の競走ウマ娘だったときに着けていたもの。生まれた時は膝が悪くて歩くことができず、毎日母親から膝のマッサージを受けてようやく歩いたり走ったりできるようになった。走ることが大好きで、前述の膝のこともあって常日頃から『私にとっては立って走れること自体が奇跡』と言っている。ただ純粋に走りたいとカサマツトレセン学園に入学するが、フジマサマーチにそれでいいのかと問われ、以降は勝負も意識するようになる。
走ることが好きだがそれ以外のことには軒並み無頓着で、競走ウマ娘やローカルシリーズの知識に乏しいため、壊れかけた靴を履いてレースに出走したり、レースの勝利後にウイニングライブの仕様がわからずにカサマツ音頭を踊り、観客を唖然とさせたこともある。天然さも変わらず、嫌がらせや嫌味を好意と解釈したり、文字通りに受け取って返答したために結果として相手を煽る形となってしまうことも多々ある。実家は貧乏でボロアパートに母と二人暮らしであった。常人（ウマ）離れした大食いで、母親からも「（トレセン学園の学費は）あんたの食費に比べたら大した事ないよ」と言われるほどで、カサマツトレセン学園の食堂でも本来「おかわり自由」と書かれているところを、大食い過ぎるが故に「本日終了」と断られた。一方中央のトレセン学園では、食堂の料理主任（声 - 斉藤貴美子）から「足りないとは言わせないよ」と挑発されている。
ベルノライト
声 - 根本京里（ボイスコミック） / 瀬戸桃子（テレビアニメ）
本作オリジナルキャラクターの一人。オグリキャップと同時期にカサマツトレセン学園に入学し、ジョーにスカウトされてオグリキャップと同じチームになったウマ娘。愛称は「ベルノ」。体格は小柄で栗毛のショートボブに白いメッシュが入り、"B"の形をした髪飾りをつけている。耳飾りは右。最初はオグリキャップの旺盛な食欲と何を考えているのかわからない雰囲気に怖気づくが、徐々に仲良くなる。走力に目を見張るものはないが、実家はウマ娘専門のスポーツ用品店で、靴や蹄鉄に詳しい。オグリキャップの中央トレセン学園への移籍と同時期にサポート研修生の編入試験に合格し、中央トレセン学園の生徒としてオグリキャップのサポートをする。「ウマ娘」作品群に登場する主要なウマ娘の中では珍しく、競争以外の道を選択している。

北原 穣（きたはら じょう）
声 - 中村章吾（ボイスコミック） / 小西克幸（テレビアニメ）
本作オリジナルキャラクターの一人。オグリキャップとベルノライトのトレーナー。愛称はジョー。高身長の壮年に見える男性。六平は叔父。過去には叔父に対する引け目から、日がな一日パチンコに明け暮れる荒んだ生活をしていたが、叔父から勧められカサマツトレセン学園のトレーナーとなった。トレーナーとなった後は、これといって輝くウマ娘の原石も見つけられず、ウマ娘もやる気がなかったため惰性でトレーナーをしていたが、ゲート試験でオグリキャップを目撃し、一緒に東海ダービーを目指せる逸材だと目を輝かせてスカウトする。オグリキャップの中央へのスカウトの話を聞いて逡巡するが、最後は「お前が時代を作れ」と彼女を中央へ送り出し、自らも中央のトレーナー試験を受けることを決める。

六平 銀次郎（むさか ぎんじろう）
声 - 大塚芳忠
本作オリジナルキャラクターの一人。北原の叔父で、中央トレセン学園のトレーナー。北原にオグリキャップの中京盃行きをやめるように助言する。北原からは「六平（ろっぺい）おじさん」と呼ばれており、彼をトレーナーの世界に誘った恩人でもある。中央トレセン学園に移籍したオグリキャップとベルノライトを、『北原が中央のトレーナーライセンスを取得するまでの間』という条件で自身のチームに加入させる。

### 序盤主要登場キャラクター
全員本作オリジナルキャラクターである。
フジマサマーチ
声 - 伊瀬茉莉也
本作の最初のライバルキャラクター。オグリキャップのカサマツ時代のライバルで本作で最初にオグリキャップに黒星を付けた人物でもある。薄浅葱色の段違いストレートヘアーに赤い目を持つ。クールで誰も寄せ付けない印象で、勝利に対する強い執念を持つ。幼いころからストイックに走り続けて優秀な成績を修め、特待生としてカサマツトレセン学園に入学した。入学後は柴崎にスカウトされ、東海ダービー制覇を目標に新バ戦に挑むが、自分をあと一歩のところまで追いつめたオグリキャップに驚愕し、以降彼女を最強のライバルと認識する。オグリキャップが中央に去っても彼女を意識し続けており、彼女のライバルであり続けるべくカサマツで励んでいる。髪飾りは左。逃げが得意。

ノルンエース / ルディレモーノ / ミニーザレディ
よく3人でつるんでいるウマ娘の少女達。ノルンエース戦までの悪役達にしてかませ犬役達。3人共トレーニングに本気で励んでいない事もあり実力はオグリキャップに遠く及ずオグリキャップに実力差を見せつけられる結末を辿っている。ベルノライトとは違った意味で強キャラ以外の役割を持つウマ娘達でもある。3人共必ずしも根っからの悪人とは限らずノルンエース戦後からは改心したりオグリキャップとも仲良くなったりしている。
ノルンエース
声 - 渋谷彩乃
オグリキャップのルームメイト。制服を着崩し、スマホを操るギャル風のウマ娘。よくチームメイトのルディレモーノ、ミニーザレディとつるんでいる。最初は悪目立ちしているオグリキャップを執拗にいじめ、ルームメイトであるにもかかわらず彼女を物置部屋に追い払ったり、ルディレモーノ、ミニーザレディと共謀してオグリキャップの妨害をする（ただしオグリキャップにはいじめられたり妨害されているという自覚は全くない）が、一緒に走ったレースで彼我の実力差を思い知って改心し、オグリキャップにウイニングライブのダンスを指導するとともに応援するようになる。実家はダンス教室。

ルディレモーノ
声 - 西川舞（ボイスコミック） / 大地葉（テレビアニメ）
ノルンエースの小学生からの悪友。ウマ娘に珍しい月毛のロングヘアー。目つきの悪いヤンキー少女で口が悪い。

ミニーザレディ
声 - 井澤詩織
ノルンエースの小学生からの悪友。青鹿毛のおかっぱ頭とメンコが特徴。同じく背が小さいベルノライトをチビと罵っているが、自分の方が背が低い。悪知恵が働き、オグリキャップへの妨害プランは彼女が作っている。

柴崎 宏壱（しばさき こういち）
声 - 柴崎哲志 / 浪川大輔（テレビアニメ）
トレーナーをやっているオールバックの好青年。フジマサマーチのトレーナーになった。マーチに度々助言するも、なぜか不遜な態度を取るマーチに頭を悩ませている。
トレーナーとしての実力はフジマサマーチのトレーナーをやっていけるくらいには実力がありフジマサマーチの能力の分析も行えている。

### 原作から登場するウマ娘
タマモクロス
声 - 大空直美
レースの後、帰りの電車を乗り間違えてカサマツにやって来た際に、オグリキャップのレースを偶然目撃する。そのときの彼女の圧倒的な強さに衝撃を受け、同じ芦毛ということもあり、強いライバル心を抱く。当年の天皇賞（春）で優勝、重賞を含む6連勝を飾り、天皇賞（秋）でオグリキャップと対決する。レース前、ナーバスになりがちな一面もある。

スーパークリーク
声 - 優木かな
おっとりした性格である点は他メディアと共通しているが、周囲の人間を甘やかしたがる描写はなく、勝利への強い執着とライバルへの強い対抗心を持ったキャラクターとなっている。クラスでもあまり目立たない存在で、脚部不安を抱えているため皐月賞とダービーの出走を見合わせていたが、トレーナーの奈瀬と二人三脚で治療とトレーニングに励んだ結果、菊花賞でステイヤーとしての才能を開花させ、会心の走りを見せる。

イナリワン
声 - 井上遥乃
大井から転入してきたウマ娘。江戸っ子気質で粋を好む。自分の活躍で大好きな大井の名をもっと広めたいと考え、中央トレセン学園に転入してくる。中距離から長距離が得意で、最後の直線での爆発力は目を見張るものがあるが、一方で感情の起伏が非常に激しくムラっ気も大きい。オグリキャップとスーパークリーク不在の天皇賞（春）と宝塚記念を制し、毎日王冠でオグリキャップに対して挑戦状を叩きつける。

サクラチヨノオー
声 - 野口瑠璃子
初登場時点で4戦3勝。内気なためか、転入初日のオグリキャップを見て緊張している。ゲーム同様、マルゼンスキーに憧れを抱いている。

ヤエノムテキ
声 - 日原あゆみ
オグリキャップの転入初日に握手をかわし、正々堂々戦うことを宣言する。常に敬語の優等生気質で、日々の学園生活もレースも真面目に取り組んでいるが、オグリキャップに勝負を挑む際に直筆の果たし状を書くなど、古風な一面がある。トレーナーは、祖父の親友である「金剛八重垣流」の師範代が受け持っている。

メジロアルダン
声 - 会沢紗弥
名門メジロ家のウマ娘で、メジロラモーヌの妹。高い素質はあるものの足が非常に繊細で、故障が絶えない。日本ダービーで好走後に骨折が判明して長期療養を強いられるが、春に復帰してオープン戦と高松宮杯を連勝し、毎日王冠でオグリキャップと対決する。

シリウスシンボリ
声 - ファイルーズあい
本編開始前にフランス遠征に行っており、帰国後、毎日王冠でオグリキャップと対戦する。

シンボリルドルフ
声 - 田所あずさ
中京盃でオグリキャップの才能を見初め、北原に自らオグリキャップの中央トレセン学園への移籍を打診する。オグリキャップには自分に匹敵するウマ娘の枠を超えたスターになる素質があることを感じている。他メディアと比較して性格は厳格であり、威厳のあるキャラクターとして描写されている。

バンブーメモリー
声 - 藍原ことみ
トレセン学園の風紀委員。しばらくレースで結果を出せない日々が続いたが、爪の負荷が少ないダートレースに出続けた事で走法の型が完成し才能が開花。安田記念・スワンSと連勝した後、マイルチャンピオンシップでオグリキャップと対戦する。

### 本作オリジナルのウマ娘
ディクタストライカ
声 - 花守ゆみり
パーカーのフードを目深にかぶった栗毛の不良ウマ娘。別名「栗毛の弾丸」。後に、オグリキャップに‘‘領域‘‘のヒントを与える存在になるなど、見た目に反し他のウマ娘が迷ったり落ち込んだりするようなケースでさり気ないフォローが出来るウマ娘である。

ブラッキーエール
声 - 森なな子
荒々しい口調と攻撃的な目つきが特長の不良ウマ娘。初登場時は9戦5勝で4連勝中。転入初日にオグリキャップに対してカサマツのレースを「砂遊び」と揶揄し、オグリキャップを雑魚呼ばわりするが、5連勝を目指して出走したペガサスステークスで中央移籍初戦のオグリキャップに敗れる。粗暴な外見とは裏腹に子供とファンに優しく、話しかけられた際には誠実に対応する。

メイクンツカサ
声 - 風間万裕子
六平のチームに所属するウマ娘で、前髪をピンで髪止めしている。優等生で先輩後輩分け隔てなくフレンドリーに接する。

クラフトユニヴァ
声 - 田中貴子
六平のチームに所属するウマ娘で、顔にそばかすがあり髪で片目が隠れている内気なウマ娘。面倒見はよく飴を持ち歩いている。

ゴッドハンニバル
声 - 鷄冠井美智子
六平のチームに所属するウマ娘で、耳当てと右耳にピアスをしておりミステリアスな雰囲気を醸す。ただし見た目だけでポンコツであり、切り株に刺さったりジャージをアイスと間違えたりする。

アキツテイオー
声 - 久次米渚
短中距離走を得意とし、「マイルの帝王」と呼ばれる強豪ウマ娘。宝塚記念ではタマモクロスと対戦するも敗れる。

ロードロイヤル
声 - 山村響
逃げを得意とするウマ娘。毎日王冠では、パドックで踊っていたシリウスシンボリに顔をぶつけられて鼻血を出し、発走除外の憂き目に遭う。

ダイナムヒロイン
声 - 大久保瑠美
「舞台上のお嬢様」と呼ばれるウマ娘。毎日王冠のパドックで、シリウスシンボリに蹴られる災難に巻き込まれる。レースではオグリキャップを警戒するも敗れる。

オベイユアマスター
ジャパンカップに出走するために来日したウマ娘のひとりで、アメリカ出身。アメリカでの成績はぱっとせず、ジャパンカップでも伏兵扱いをされる。本人は自身を道化師（エンターテイナー）と称しており、飄々とした言動で周囲を煙に巻くが、今回のジャパンカップ制覇におのれの全てを懸けており、ジャパンカップの出走ウマ娘をつぶさに調べ上げ、タマモクロスをジャパンカップで倒すべき最強のライバルに定めて徹底的に研究し、レースに臨む。
翌年（第三章）にも来日、再度ジャパンカップに出走する。

フェイスノーモア
中央からカサマツへきたウマ娘。全日本ウマ娘カップに出走し、中央転入前のイナリワンを相手に完勝する。

フォークイン
第三章でニュージーランド代表としてジャパンカップに出走、オグリキャップと激闘を繰り広げる。

### 人間
藤井 泉助（ふじい せんすけ）
声 - 高橋大輔
トゥインクル・シリーズを取材している新聞記者。オグリキャップの中央初戦となったペガサスステークスでの勝ちっぷりを目の当たりにしてオグリキャップに惚れこみ、クラシック登録をしていないオグリキャップを何とか日本ダービーに出走させるべく、自らの記事で世論を煽って署名を集め、シンボリルドルフに助力を要請する。
流暢な外国語を話し、外国のウマ娘ともスムーズに会話ができる。

奈瀬 文乃（なせ ふみの）
スーパークリークが所属するチームの担当トレーナー。かつて担当ウマ娘の成績で六平と激戦を繰り広げていたほどの優秀なトレーナーを父に持つ二世トレーナー。"天才"の呼び名が高く、多くの女性ファンを持つ。
担当ウマ娘の体調面にまで気を配り、ウマ娘第一の指導を行う。目立たないスーパークリークのステイヤーとしての才能を見出してじっくりと鍛え上げ、菊花賞で共に奇跡を叶える。

赤坂 美聡（あかさか みさと）
声 - 明坂聡美
トゥインクル・シリーズの実況を担当している実力派アナウンサー。

## CM
Cygamesは6月29日、アニメ『ウマ娘 シンデレラグレイ』の第1クール最終話・第13話「日本一」を放送し、続く第2クールを2025年10月から放送することを明らかにした。
あわせて第2クールに向けたティザー映像も公開された　。10月からスタートの予告で、怪物（オグリキャップ）が挑む次なる戦いはー "世界" とのフレーズの後には、タマモクロスの『今さら世界がなんやねん　全員ぶち抜いたるわ』の言葉と共に、日本、イギリス、アメリカ、ニュージーランド、イタリアといった国々の国旗が次々と映し出され、PVにはオグリキャップやタマモクロス、ゴールドシチーといったこれまでのウマ娘（キャラクター）に加え、新たな戦いの舞台となる国際招待GI「ジャパンカップ」に集う海外のウマ娘たちが描かれている 。PVの締めくくりの言葉は、オグリキャップの『待っていろ　必ず追いついてみせる』　。

## 用語
中央
中央トレセン学園所属のウマ娘が出走する「トゥインクルシリーズ」を、地方の「ローカルシリーズ」と対比して言う言葉。また、本作の中央トレセン学園では競争ウマ娘育成課程とは別に「サポート研修生」課程が併設されている。
ローカルシリーズ
トゥインクルシリーズ同様に全国各地に存在する地方のレース場で開催されるウマ娘の競走。現実世界の地方競馬の競馬場と同じ場所にある15か所のレース場で開催される。
カサマツトレセン学園
オグリキャップが在籍する学校機関で、全国に15か所あるローカルシリーズに出場するウマ娘を育成するトレーニングセンター学園のひとつ。正式名称は「岐阜ウマ娘カサマツトレーニングセンター学園」。制服のデザイン、設備は中央のトレセン学園と異なるが、全寮制の女子校、人間のトレーナーがいるチーム制、という点は同じ。ローカルシリーズの成績優秀者は、まれに中央トレセン学園へスカウトされることがある。

## 評価
2021年、第7回「次にくるマンガ大賞」のコミックス部門で第2位を受賞した。
2021年上半期(1月~6月)の「コミックス第1巻売上ランキング」と2021年「コミックス第1巻 年間売上ランキング」において1位になった。
2025年4月時点で、累計部数は紙版と電子版を合わせて800万部を突破している。
2025年春アニメ放送開始直後、SNSのX上の日本トレンドで＃シングレが１位を獲得。
2025年4〜6月においてAniLabグローバルウィークリーアニメランキングの世界ランキング１位を計4回獲得。
2025年春シーズンにおいて海外のアニメファンによる投票サイト大手のAnime Trendingの週間ランキングで7週目には週刊少年ジャンプ原作の『ウィッチウォッチ』を抑え1位につけ、以降も最終話まで1位をキープし続けた。過去12年間でAnime Trending上、スポーツアニメが達成した初の快挙となった。
2025年4〜6月、同じくAnime Trendingで毎週行われた女性キャラクター（FEMALE CHARACTERS）投票においても6週目以降は「オグリキャップ」が「猫猫（薬屋のひとりごと）」「若月ニコ（ウィッチウォッチ）」などを抑え１位となっていた。
2025年、同上のAnime Trending において、オグリキャップの声優・高柳知葉が歌う『∞』が最優秀エンディングテーマソングアワード、『北原譲』が最優秀男子キャラクターアワードを獲得。
2025年、世界のグローバルコミュニティで月間2,000万人が活用する海外サイト「Anime Corner」において春アニメの最優秀作品賞を「ウマ娘 シンデレラグレイ」が獲得。週間ランキングにおいて首位を獲得しなかったにも関わらす、最終ランキングで首位となった史上初のケースとして「真のシンデレラストーリー」と形容された。その終盤での追い上げについて、海外のファンや視聴者からは「まるで（作中の）オグリキャップのようだ」と、作品に絡めた感想も投稿されていた。

## 書誌情報
- 著者：久住太陽 / 脚本：杉浦理史 / 漫画企画構成：伊藤隼之介 / 原作：Cygames 『ウマ娘 シンデレラグレイ』 集英社〈ヤングジャンプ・コミックス〉、既刊20巻（2025年6月18日現在）
  1. 2021年1月19日発売[31]、ISBN 978-4-08-891705-4
  2. 2021年2月19日発売[32]、ISBN 978-4-08-891795-5
  3. 2021年5月19日発売[33]、ISBN 978-4-08-891896-9
  4. 2021年8月18日発売[34]、ISBN 978-4-08-892050-4
  5. 2021年12月17日発売[35]、ISBN 978-4-08-892077-1
  6. 2022年2月18日発売[36]、ISBN 978-4-08-892223-2
  7. 2022年5月18日発売[37]、ISBN 978-4-08-892302-4
  8. 2022年8月19日発売[38]、ISBN 978-4-08-892401-4
  9. 2022年12月19日発売[39]、ISBN 978-4-08-892533-2
  10. 2023年3月17日発売[40]、ISBN 978-4-08-892657-5
  11. 2023年6月19日発売[41]、ISBN 978-4-08-892785-5
  12. 2023年9月19日発売[42]、ISBN 978-4-08-892824-1
  13. 2023年12月19日発売[43]、ISBN 978-4-08-892824-1
  14. 2024年3月18日発売[44]、ISBN 978-4-08-893121-0
  15. 2024年6月19日発売[45]、ISBN 978-4-08-893239-2
  16. 2024年9月19日発売[46]、ISBN 978-4-08-893379-5
  17. 2024年12月18日発売[47]、ISBN 978-4-08-893476-1
  18. 2025年3月18日発売[48]、ISBN 978-4-08-893583-6
  19. 2025年4月17日発売[49]、ISBN 978-4-08-893649-9
  20. 2025年6月18日発売[50]、ISBN 978-4-08-893694-9

## コラボレーション
笠松競馬場
漫画『シンデレラグレイ』で当競馬場が舞台となり、また当競馬場に縁のあるオグリキャップが主人公であることにちなみ、集英社とCygamesの全面協力により、2022年4月29日開催の第11競走にて「ウマ娘 シンデレラグレイ賞」が施行された。オグリキャップが芦毛だったことから、芦毛馬・白毛馬限定競走として行われた。
当初この競走は、単行本第1巻発売の2021年1月19日に、発売を記念した冠協賛レースとして無観客で開催（新型コロナウイルス緊急事態宣言発令のため）される予定だったが、笠松競馬場を巡る一連の競馬法違反事件に関する新たな報道が開催日の早朝に朝日新聞より報じられた事を受け中止になっている。
「シンデレラグレイ賞」は2023年以降も継続開催されているほか、他に「ベルノライト賞」（2023年 - ）、「フジマサマーチ賞」（2024年 - ）、「キタハラジョーンズ賞」（2025年 - ）が同日に実施されており、コラボの規模が拡大している。
ウマ娘 ピスピス☆スピスピ ゴルシちゃん
週刊コロコロコミック（小学館）連載中の漫画（以下「ピスゴル」と表記）。同じウマ娘系の漫画同士ということで2024年5月にコラボ企画が行われ、まず5月14日に配信された「ピスゴル」第20話の大食い大会に本作のオグリキャップが幼稚園児の姿でコラボ出演した。その2日後の5月16日発売号に掲載された本作の第151話には、逆に「ピスゴル」のゴールドシップがいくつかのコマで登場している。
また、本作の17巻と「ピスゴル」3巻は同日発売となっており、「ピスゴル」3巻の特装版の表紙が本作1巻の表紙のオマージュになっている。
名古屋鉄道
アニメ放送に合わせたタイアップ企画「東海プロジェクト」が2025年4月13日から同年6月30日まで開催される。ラッピング電車の運行や声優を招いた出発式、スタンプラリーなどを実施する。
笠松町
Cygamesの協力で2025年4月26日から2026年3月31日までアニメとのコラボ企画を開催。舞台探訪マップやトレーディングカードの配布、等身大キャラクターパネルや装飾（のぼり、窓ガラス装飾、横断幕）の設置を実施する。
BANDAI
アニメ『ウマ娘 シンデレラグレイ』 ツインウエハースが、2025年6月23日 発売。全国量販店の菓子売場等で購入可能。描きおろしを含む全30種が収録されており、全種メタリック仕様で集めて楽しいコレクションカードとなっている。
一番くじでオグリキャップとタマモクロスのフィギュアが2025年12月22日(月)より順次発売予定。A賞 オグリキャップ 灰の怪物 フィギュア 1/7 Gracemaster は、情報量をこれでもかと詰め込んだ圧倒的な造形と彩色により、オグリキャップの鬼気迫る姿を忠実に再現！レース終盤、最後の直線でのタマモクロスとの一騎打ちのシーンとなっている　。B賞 タマモクロス 白い稲妻 フィギュア 1/7 Gracemaster も同様にオグリキャップとの一騎打ちのシーンとなっている。
TOPPAN
2025年5月2日から6月30日までの約2か月間、アニメ『ウマ娘 シンデレラグレイ』とのコラボレーションを実施。コンテンツの新たな魅力や体験価値を提供するショップ「TOPPA!!! BASE AKIBA」（読み：トッパベースアキバ）（場所：エキュート秋葉原）でしか購入できない描き下ろしデザインのオリジナルグッズや、デジタルフォトブースなどを提供するほか、本店舗ECサイト限定グッズも販売。臨場感のある撮影体験ができるTOPPANのサービス「WithShot®」を活用したデジタルフォトブースでは、店舗限定デザインとしてオグリキャップ、タマモクロス、スーパークリークの3人から選べるフレームで記念写真を撮ることができる。
SWEETS PARADISE（スイーツパラダイス）
2025年5月30日～ 2025年6月29日の期間でアニメ『ウマ娘 シンデレラグレイ』×SWEETS PARADISEのコラボカフェが開催。スイーツパラダイス8店舗（スイーツパラダイス新宿東口店、スイーツパラダイスクレフィ三宮店、スイーツパラダイス横浜ビブレ店、スイーツパラダイス福岡パルコ店、スイーツパラダイス天王寺ミオ店、スイーツパラダイス名古屋パルコ店、スイーツパラダイス仙台パルコ店、スイーツパラダイス町田モディ店）にて開催された。オグリキャップたちのコラボメニュー・ノベルティ、その他グッズが提供された。
笠松町長
アニメ シングレ× 笠松町 コラボ企画展開催中に笠松町長がノルンエース推しであることが発覚　。
ローソン
2025年5月27日より、全国ローソンにてオグリキャップをはじめとしたキャラクターたちのオリジナルクリアファイルや、明治果汁グミシリーズ、はちみードリンク、エンタメくじの販売が開始された。
野郎ラーメン
2025年7月8日より、野郎ラーメンの5店舗（秋葉原総本店、渋谷センター街総本店、海浜幕張店、川口店、名古屋栄本店）でコラボを実施。コラボ実施店舗では店員の姿をしたオグリキャップ、タマモクロス、フジマサマーチの描き下ろしイラストが先行公開され、3人をそれぞれイメージした3種類のラーメンが提供される。またグッズの販売やノベルティーの配布等も行われる。
カラオケ館
アニメ『ウマ娘 シンデレラグレイ』 × カラオケ館　コラボ開催決定！コラボドリンクや描き下ろしイラストを使用したグッズなども販売予定！2025年8月20日(水)〜10月19日(日)の期間でコラボドリンク、歌唱キャンペーン、オリジナルグッズ、コラボルームが登場　。コラボドリンクは、オグリキャップ、ベルノライト、タマモクロスの３種 。コラボドリンク１杯ごとに、オグリキャップとその仲間たちからランダムで、期間の前半ではスタンディコースター、後半では缶バッジがプレゼント !歌唱キャンペーンでは、BIGアクリルスタンドセットやオリジナル壁紙がもらえる。また、オグリキャップらのオリジナルグッズも販売される 。
ポップアップストア in 有楽町マルイ/神戸マルイ
大人気TVアニメ「ウマ娘 シンデレラグレイ (シングレ)」のポップアップストアが、東京・有楽町マルイ/兵庫・神戸マルイにて2025年8月8日より順次開催される。アニメ「ウマ娘 シンデレラグレイ」ポップアップストアでは、アウトローな雰囲気を纏ったオグリキャップらのイベント限定描き下ろし新作グッズを多数販売。
TBS・MBS
アニメ『ウマ娘 シンデレラグレイ』に登場するオグリキャップ達が着用しているカサマツトレセン学園のジャージを再現した「カサマツトレセン学園ジャージ」が販売決定！2025年8月8日（金）からTBS・MBS アニメ公式オンラインストア「アニまるっ！」にて受注販売開始 !
GOOD SMILE COMPANY
アニメ『ウマ娘 シンデレラグレイ』より、「かんたんオグリ」「ナーバスタマちゃん」がゆるゆるフェイスな10cmの小さめぬいぐるみ『ゆるがお ミニぬい』として登場 。
バンプレスト
アニメ『ウマ娘 シンデレラグレイ』 より、オグリキャップの勝負服フィギュアがBANPRESTO EVOLVEで登場！同時登場のタマモクロスフィギュアと並べるとさらに迫力満点 ！2025年11月登場予定。約20cm 。
FC岐阜
2025年8月11日(月祝)FC岐阜パフォーマンスチームGGGと「笠松音頭」を家族で踊るイベントを実施! 参加のご家族にはアニメ『ウマ娘 シンデレラグレイ』×笠松競馬場コラボ2025クリアうちわ（オグリキャップとタマモクロスのデザイン）をペアでプレゼント 。時間は①第3R終了後 ②第5R終了後で、対象の方々は子連れ家族100組(各50組)。
また、FC岐阜の2025ユニフォームコンセプトは、オグリキャップ生誕40周年を記念して、オグリキャップとのコラボユニフォームとなっており、「頂点（キャップ）＝ 優勝」を目指して熱く戦っていくことを表明している　。
マツコの知らない世界
『アニメ地巡礼の世界』として『ウマ娘 シンデレラグレイ』の舞台であるカサマツトレセン学園のモデルとなった笠松競馬場が紹介された。番組中でマツコ・デラックスがオグリキャップについて熱く語る場面もあり、聖地も巡礼済みであった 。また、笠松競馬場でのきしめんの販売割合が以前の１割から、タマモクロスがきしめんを食べるシーンが含まれるアニメ放送開始後には９割ほどに増えたことも取り上げられていた。
東京ビックサイト
2025年8月16日(土)〜8月17日(日)にかけて、コミックマーケット106にてTBSアニメブースが出展！ ”サマースタイル”をテーマにした、新規描き下ろしイラストのグッズ販売 ＆オグリキャップたちのスタンディパネルを展示 。また、オグリキャップらが作中で着用しているカサマツトレセン学園ジャージを再現した商品の展示も行われる。

## テレビアニメ
2024年8月23日、YouTubeチャンネル「ぱかチューブっ！」にて配信された『ぱかライブTV Vol.44 3.5周年記念 サマーパーティー！』にてアニメ化が発表された。分割2クールで放送され、第1クールは2025年4月から6月までTBS系列ほかにて放送された。第2クールは同年10月より放送予定。ナレーションは駿川たづな役の藤井ゆきよ。
2025年5月25日にさいたまスーパーアリーナにて開催された『ウマ娘 プリティーダービー 6th EVENT The New Frontier』2日目では、開催当日に放送の第8話がTBS系列より15分遅れ（16:45 - 17:15）で会場内にて上映された。

### スタッフ
- 原作 - Cygames[7]
- 漫画 - 久住太陽[7]
- 脚本 - 杉浦理史[7]
- 漫画企画構成 - 伊藤隼之介[7]
- 監督 - 伊藤祐毅[7]、みうらたけひろ[8]
- 副監督 - 清水雄大
- シリーズ構成・脚本 - 金田一士[7]
- キャラクターデザイン - 宮原拓也、佐々木啓悟[7]
- 色彩設計 - 岡崎菜々子[106]
- 美術監督 - 狹田修[106]
- 3DCGディレクター - 神谷宣幸[106]
- 撮影監督 - 伏原あかね[106]
- 編集 - 三嶋章紀[106]
- 音響監督 - 郷文裕貴[106]
- 音楽 - 川井憲次[8]
- プロデューサー - 清田穣二、郡司一貴（第9話 - ）、伊藤將彦、新井皐太、山本麻樹
- アニメーションプロデューサー - 近松拓也、町口漱汰[106]
- アニメーション制作 - CygamesPictures[7]
- 製作 - ウマ娘 シンデレラグレイ製作委員会

### 主題歌
「超える」
［Alexandros］による第1クールオープニングテーマ。作詞・作曲は川上洋平、編曲は［Alexandros］。
「∞」
オグリキャップ（高柳知葉）による第1クールエンディングテーマ。作詞・作曲はたかはしほのか、編曲は藤木寛茂、INTERCEPTBEATS。
挿入曲
「新笠松音頭」
三橋美智也による挿入曲。作詞は堀悦二、作曲は池田一馬、編曲は南雲一広。
原作とは異なり、実際に笠松町に伝わる楽曲が使用された。
「BRIGHTEST HEART」
オグリキャップ（高柳知葉）による挿入曲。作詞は真崎エリカ、作曲は市橋卓也、編曲は中野領太。
ファンファーレ
特記がない限り、ゲーム版とアニメ版『ウマ娘』を引き継ぎ、競走前のオリジナルファンファーレにクレジットされた。
「笠松競馬 ファンファーレ（重賞）」
笠松競馬重賞競走前のファンファーレ。ファンファーレ音源力は笠松競馬場。
「ウマ娘ファンファーレ I GI」
「ウマ娘ファンファーレ I 重賞」
東京&中山GI競走前のファンファーレ。作曲・編曲は高田龍一（MONACA）。
「ウマ娘ファンファーレ VI GI」
宝塚記念競走前のファンファーレ。作曲・編曲は椎名豪。

### 各話リスト
| 話数   | サブタイトル       | コンテ                         | 演出                       | 作画監督 | 総作画監督 | 初放送日      |
| ------ | ------------------ | ------------------------------ | -------------------------- | --- | ---------- | ------------- |
| 第1話  | ここにいる         | 伊藤祐毅                       | 阿久津徹也 河原龍太        | 宇良隆太 橋口隼人 | 福元陽介   | 2025年 4月6日 |
| 第2話  | 私をレースに出して | 佐久間貴史                     | 林賢太                     | 米澤優 | 髙田晃     | 4月13日       |
| 第3話  | 頂の景色           | 伊藤祐毅 阿久津徹也 佐久間貴史 | 成川多加志                 | 谷口義明 小川莉奈 小森篤 | 小森篤     | 4月20日       |
| 第4話  | ジュニアクラウン   | 清水雄大                       | 清水雄大                   | 二松真理 谷口義明 橋口隼人 佐藤悠己 佐藤綾香 | -          | 4月27日       |
| 第5話  | 一番の選択         | 堀口和樹                       | 堀口和樹                   | 石﨑夏海 伊藤幸 久納彩代 波部崇 | 髙田晃     | 5月4日        |
| 第6話  | 怪物               | みうらたけひろ                 | みうらたけひろ 廣田陽香    | 宇良隆太 山北貴大 渡辺大貴 工藤康平 | 福元陽介   | 5月11日       |
| 第7話  | トレセン学園       | 河原龍太                       | 栗西祐輔                   | 野村雅史 | -          | 5月18日       |
| 第8話  | 正しき資質         | 志賀翔子                       | 渡辺英俊                   | 小川莉奈 橋口隼人 石﨑夏海 波部崇 Miya | -          | 5月25日       |
| 第9話  | 日本ダービー       | 阿久津徹也                     | 前田基匡                   | 小川玖理周 谷口義明 橋本真希 hobae 黄鶴亭 林珠銀 Ningan Fundo 明光 山田龍太郎 モリタユーシ                                                                                                | 福元陽介   | 6月1日        |
| 第10話 | 最強               | 石松悠貴                       | 谷本頼洋                   | 野村雅史 宇良隆太 はまだまこと 市ノ川聡 久納彩代 LEE SANG-MIN 高妻匠 | 野村雅史   | 6月8日        |
| 第11話 | カサマツの星       | 森下勇輝                       | 森下勇輝                   | 普津澤時ヱ門 森下勇輝 榊原あす加 山北貴大 二松真理 佐藤綾香 小川莉奈 松井京介 MASIN MARO 工藤康平 渡辺大貴 波部崇                                                                         | -          | 6月15日       |
| 第12話 | 天皇賞（秋）       | 佐久間貴史                     | migmi                      | 宇良隆太 橋口隼人 泉坂つかさ 榊原あす加 張允馨 李文生 黄鶴亭 二宮奈那子 龍光 安南堂仁汰 山田龍太郎                                                                                        | 﨑本さゆり | 6月22日       |
| 第13話 | 日本一             | 角地拓大                       | 筑紫大介 角地拓大 榎本直央 | 髙田晃 コズエ 清水明日香 林あすか 青木真理子 MeNex00 MASIN MARO 野澤陽子 香田知樹 二宮奈那子 小川玖理周 岡崎洋美 松井京介 野村雅史 谷口義明 波部崇 松本顕吾 龍光 明光 廖家来人 安南堂仁汰 | 福元陽介   | 6月29日       |

### 放送局
| 放送期間               | 放送時間                     | 放送局                               | 対象地域 | 備考                                 |
| ---------------------- | ---------------------------- | ------------------------------------ | -------- | ------------------------------------ |
| 2025年4月6日 - 6月29日 | 日曜 16:30 - 17:00           | TBSテレビ（製作参加）ほか 系列全28局 | 日本国内 | 字幕放送                             |
| 2025年4月9日 - 7月2日  | 水曜 22:00 - 22:30           | AT-X                                 | 日本全域 | CS放送 / 字幕放送 / リピート放送あり |
| 2025年4月14日 - 7月7日 | 月曜 0:00 - 0:30（日曜深夜） | BS11                                 | 日本全域 | BS放送 / 『ANIME+』枠                |

| 配信開始日    | 配信時間        | 配信サイト                                                              | 備考         |
| ------------- | --------------- | ----------------------------------------------------------------------- | ------------ |
| 2025年4月6日  | 日曜 17:00 更新 | ABEMAプレミアム Netflix U-NEXT アニメ放題                               | 見放題配信   |
| 2025年4月11日 | 金曜 17:00 更新 | Disney+ DMM TV dアニメストア Hulu Lemino Prime Video バンダイチャンネル | 見放題配信   |
|               |                 | YouTube バンダイチャンネル                                              | 都度課金配信 |

### BD
| 巻 | 発売日             | 収録話          | 規格品番                                |
| -- | ------------------ | --------------- | --------------------------------------- |
| 1  | 2025年9月17日予定  | 第1話 - 第3話   | BIXA-1481                               |
| 2  | 2025年10月15日予定 | 第4話 - 第6話   | BIXA-1482                               |
| 3  | 2025年11月19日予定 | 第7話 - 第9話   | BIXA-1483                               |
| 4  | 2025年12月17日予定 | 第10話 - 第13話 | BIXA-1484（通常版） BIXA-1485（豪華版） |

| TBS系列 日曜 16:30 - 17:00      | TBS系列 日曜 16:30 - 17:00            | TBS系列 日曜 16:30 - 17:00      |
| 前番組                          | 番組名                                | 次番組                          |
| ------------------------------- | ------------------------------------- | ------------------------------- |
| 地縛少年花子くん2 （第1クール） | ウマ娘 シンデレラグレイ （第1クール） | 地縛少年花子くん2 （第2クール） |